# Светлый Ключ (Шенталинский район)
Све́тлый Ключ — посёлок в Шенталинском районе Самарской области. Входит в состав сельского поселения Каменка.

## География
Посёлок находится на расстоянии примерно 19 км (по прямой) к востоку от станции Шентала, административного центра района.

### Часовой пояс
Посёлок Светлый Ключ, как и вся Самарская область, находится в часовой зоне МСК+1. Смещение применяемого времени относительно UTC составляет +4:00.

## Население
| 2010 |
| ---- |
| 0    |

### Национальный состав
Согласно результатам переписи 2002 года, в национальной структуре населения русские составляли 66 % из 6 чел.